# Javier Vega de Seoane Azpilicueta
Javier Vega de Seoane Azpilicueta (Sant Sebastià, 13 de setembre de 1947) és un empresari espanyol, president del Círculo de Empresarios de 2015 a 2018. Segons diu ell mateix, és asturià nascut a Sant Sebastià i ascendència navarresa.
Va obtenir el títol d'enginyer de mines ar l'Escola Tècnica Superior d'Enginyers de Mines de Madrid, també és diplomat en Business Management per la Glasgow Business School.
De 1972 a 1975 va treballar com a enginyer a Fundiciones del Estanda, S.A. De 1975 a 1977 fou director administratiu i financer de Leyland Ibérica, i de 1977 a 1985 va treballar a SKF Española com a director de màrqueting, després director general i finalment president executiu. De 1984 a 1987 fou director general a l'Institut Nacional d'Indústria (INI), i el 1987 es va incorporar com a soci a TASA AG, alhora que fundava Gestlink amb Federico Sotomayor. L'octubre de 1988 fou nomenat president d'Explosivos Río Tinto i S.A. CROS, després unificades en Ercros, càrrec que deixà en 1991 per tornar a Gestlink.
Posteriorment ha format part dels consells d'administració de les empreses Robert Bosch, ThyssenKrupp, Red Eléctrica de España, SEAT, CAMPSA, SKF Española, IBM España, Schweppes, Agromán S.A, Grup Ferrovial, Solvay Ibérica, Gil y Carvajal, Victoria Meridional, EMTE y Polmetasa. Ha estat president de Fujitsu Espanya, vicepresident d'Azkar i de DKV Seguros. També és vocal del Consell Social de la Universitat Complutense de Madrid. El 12 de març de 2015 fou escollit president del Círculo de Empresarios. va ocupar el càrrec fins a març de 2018, quan fou substituït per John de Zulueta Greenebaum.